# عربی حسانی
عربی حسانی (به عربی: حسانیة) گویشی از عربی مغربی است که عرب-بربرها و صحرانشینان موریتانی بدان سخن می‌گویند. عربی حسانی در اصل زبان بادیه‌نشینان بنی حسان بود که بین قرن پانزدهم تا هفدهم میلادی در موریتانی، جنوب شرق مراکش و صحرای غربی زندگی می‌کردند. این زبان در منطقه تاریخی شنقیط نیز رایج بود.
حسانی امروزه در الجزایر، لیبی، مراکش، موریتانی، مالی، نیجر، سنگال و صحرای غربی رایج و کاملاً جای زبان‌های بربری که پیش از آن در این مناطق تکلم می‌شدند را گرفته‌است. اگرچه حسانی به‌طور واضح یک گویش عربی مغربی است اما نسبت به سایر انواع عربی مغربی تفاوت زیادی دارد.